# X-Men: La decisió final
X-Men: La decisió final (títol original en anglès: X-Men: The Last Stand) és una pel·lícula estatunidenca del 2006 i la tercera pel·lícula de la saga X-Men. Fou dirigida per Brett Ratner i protagonitzada per pràcticament els mateixos actors de la pel·lícula anterior, X-Men 2. Ha estat doblada al català
El rodatge començà l'agost del 2005, amb un pressupost de 210 milions de dòlars, la pel·lícula més cara en el moment del llançament, i tingué grans efectes visuals realitzats per onze companyies diferents.

## Argument
La pel·lícula comença amb dos salts enrere: un vint anys enrere, on el professor Charles Xavier i en Magneto es troben amb una jove Jean Grey a casa dels seus pares; i un altre deu anys abans, on el jove Warren Worthington III tracta de tallar-se les ales.
A l'època actual, la companyia Laboratoris Worthington anuncia que ha desenvolupat al seu laboratori de l'illa d'Alcatraz una inoculació per a suprimir el gen mutant. Mentre que alguns mutants estan interessats en la cura, com Rogue dels X-Men, d'altres s'hi oposen totalment. En resposta a la notícia, en Magneto crea un exèrcit, advertint als seus seguidors que la cura és la força dels humans per a exterminar la raça mutant.

## Repartiment
| Actor / actriu original | Doblatge al català    | Personatge                                 |
| ----------------------- | --------------------- | ------------------------------------------ |
| Hugh Jackman            | Xavier Fernández      | Logan / Llobató (Wolverine)                |
| Halle Berry             | Victòria Pagès        | Ororo Munroe / Tempesta (Storm)            |
| Ian McKellen            | Pep Torrents          | Erik Lehnsherr / Magneto                   |
| Patrick Stewart         | Jaume Comas           | Charles Xavier / Professor X               |
| Famke Janssen           | Alba Sola             | Jean Grey / Fènix (Phoenix)                |
| Anna Paquin             | Isabel Valls          | Marie / Esquerpa (Rogue)                   |
| Kelsey Grammer          | Joan Carles Gustems   | Dr. Hank McCoy / Bèstia (Beast)            |
| James Marsden           | José Posada           | Scott Summers / Ciclop (Cyclop)            |
| Rebecca Romijn          | Esther Solans         | Raven Darkholme / Mística (Mystique)       |
| Shawn Ashmore           | David Brau            | Bobby Drake / Iceman                       |
| Aaron Stanford          | Hernan Fernández      | John Allerdyce / Pyro                      |
| Vinnie Jones            | Eduard Doncos         | Cain Marko / Juggernaut                    |
| Ellen Page              | Paula Ribó            | Kitty Pryde / Gata Ombra (Shadowcat)       |
| Ben Foster              | Albert Trifol Segarra | Warren Worthington III / Àngel             |
| Dania Ramirez           | Gemma Ibáñez          | Callisto                                   |
| Daniel Cudmore          | (desconegut)          | Peter Rasputin / Colòs (Colossus)          |
| Michael Murphy          | Joan Massotkleiner    | Warren Worthington II                      |
| Shohreh Aghdashloo      | Montse Puga           | Dr. Kavita Rao                             |
| Josef Sommer            | Claudi García         | President dels Estats Units                |
| Eric Dane               | Francesc Belda        | James Madrox /Home Múltiple (Multiple Man) |
| Bill Duke               | Pep Riba              | Secretari Trask                            |

## Desenvolupament del film
Bryan Singer, realitzador de X-Men i X-Men 2, inicialment havia de dirigir el tercer episodi. No obstant això, estava compromès amb Warner Bros. amb Superman: El retorn, i, de cop, la 20th Century Fox va preferir continuar sense ell i va buscar un substitut. Van aparèixer els noms de Matthew Vaughn i Brett Ratner. Finalment Brett Ratner va ser triat per a realitzar el tercer episodi X-Men. Per la seva banda Matthew Vaughn dirigiria X-Men: First Class l'any 2011.

## Distribució dels papers
Alan Cumming va rebutjar tornar amb el seu personatge de Diablo. Per al paper de Warren Worthington III, àlias Angel, Nick Stahl i Mike Vogel havien estat considerats abans que Ben Foster no obtingués el paper. Per al paper de Kitty Pryde va ser considerada Maggie Grace, però els productors trobaven que era massa gran per al paper. Hugh Jackman, Halle Berry, i Vinnie Jones havien col·laborat a Operació Swordfish. Beverley Mahood havia d'encarnar Arclight, però va declinar el paper després del rebuig de Bryan Singer de dirigir el film. Shabana Azmi i Tabu havien d'encarnar el Doctor Kavita Rao (l'ajudant de M. Worthington).

## Acollida crítica
El film ha estat menys ben acollit per la crítica que els dos precedents lliuraments, recollint un 57 % de crítiques favorables, amb una mitjana de 5,9⁄10 i sobre la base de 228 crítiques recollides, en el lloc Rotten Tomatoes. En el lloc Metacritic, obté un resultat de 58⁄100, sobre la base de 38 crítiques.

## Premis i nominacions
Llevat d'esment contrari, aquesta llista prové d'informacions d' Internet Movie Database..
Premis
- Premis Satellite al millor muntatge l'any 2006.
- Premis Sierra als millors efectes especials l'any 2006.
- Premi al maquillatge de l'any al Festival de cinema de Hollywood 2006.
- Premi Saturn a la millor actriu secundària per a Famke Janssen l'any 2007.

Nominacions
- 3 nominacions als Premis Satellite l'any 2006 (fotografia, so i efectes visuals).
- 2 nominacions als Premis Empire l'any 2007 (film de ciència-ficció i escena de l'any).
- 5 nominacions als Premis Saturn l'any 2007 (film de ciència-ficció, segon paper masculí (Kelsey Grammer), música, vestuari, efectes especials).